# Po di sangui
Pour plus de détails, voir Fiche technique et Distribution.
Po di sangui (littéralement « le bois de sang ») est un film bissau-guinéen réalisé par Flora Gomes, sorti en 1996.

## Fiche technique
- Titre : Po di sangui
- Réalisation : Flora Gomes
- Scénario : Flora Gomes et Anita Fernandez
- Photographie : Vincenzo Marano
- Son : Pierre Donnadieu et Gérard Lamps
- Décors : Joseph Kpobly et Étienne Méry
- Costumes : Oumou Sy
- Musique : Pablo Cueco
- Montage : Christiane Lack
- Production : Jean-Pierre Gallepe, Ahmed Attia, Flora Gomes
- Société de production : Les Matins Films, Arco Iris, Cinétéléfilm
- Pays d'origine :  Guinée-Bissau
- Format : Couleurs - 1,66:1 - Mono - 35 mm
- Langue : Créole de Guinée-Bissau
- Genre : Comédie dramatique
- Durée : 90 minutes
- Date de sortie : 13 novembre 1996, Paris

## Distribution
- Ramiro Naka : Dou
- Bia Gomes : Antonia
- Edna Evora : Saly
- Adama Kouyaté : Calacalado
- Dulceneia Bidjanque : Luana
- Djuco Bodjan : N'te
- Dadu Cisse : Puntcha

## Appréciation critique
« Po di sangui est un conte intemporel, ayant pour cadre principal un village. « Les villages sont très forts pour moi, c'est comme rentrer dans la cathédrale Notre-Dame, à Paris », dit le cinéaste. D'où le souffle religieux, hugolien, qui traverse de bout en bout cette épopée panthéiste, placée sous le signe de la gémellité, de la folie et de la lutte toujours renouvelée entre la vie et la mort. [...]
Ici, la clarté diaphane d'une aube du monde précédant un incendie (l'arrivée de Dou au village) ; là, une vision onirique époustouflante de rythme et de beauté (les femmes transformées en arbres, le cri scandé de la mère de Dou) ; plus loin, un récit biblique revisité par une Afrique rêvant de Terre promise (l'exode de deux villages dans le désert, le don de l'eau). Enfin, cette façon indirecte, sinueuse, d'entrer dans un plan avant de le cadrer. La figure moderne du mouvement, du déplacement, de la transformation est donc essentielle à ce film, qui rappelle à sa façon que le rapport au réel n'est pas une donnée naturelle et que l'homme, coupé du récit des origines qui fonde le lien collectif, ressemble à un arbre déraciné. »

— Jacques Mandelbaum, Le Monde, 14 novembre 1996

## Distinctions
- Festival de Cannes 1996, sélection officielle